# Herxheim bei Landau
Herxheim bei Landau es un municipio situado en el distrito de Südliche Weinstraße, en el estado federado de Renania-Palatinado (Alemania). Su población estimada a finales de 2016 era de 10 606 habitantes.
Se encuentra ubicado al sur del estado, cerca de la ciudad de Landau, de la orilla derecha del río Rin, y de la frontera con Francia.

## Arqueología

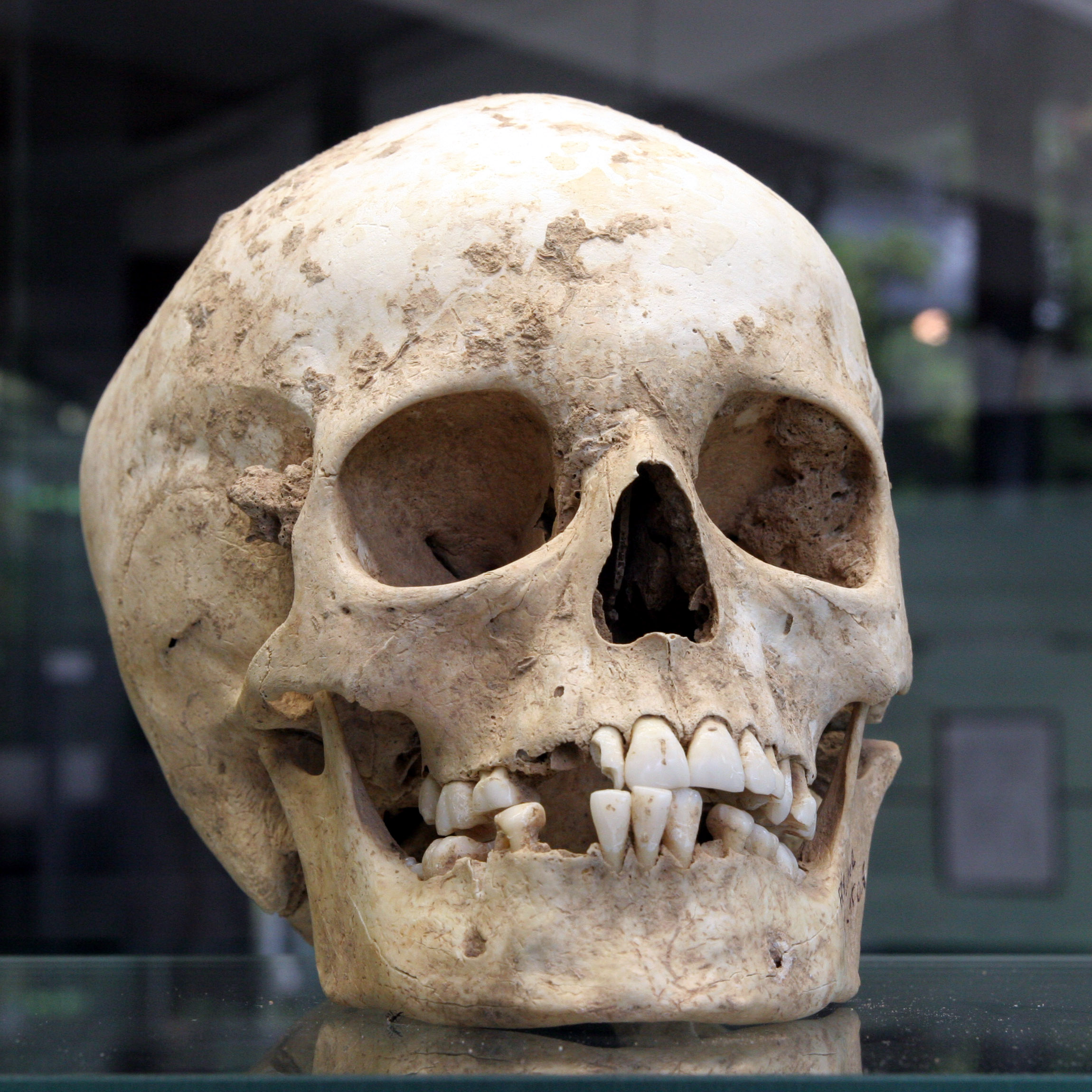
Cráneo de los hallazgos de Herxheim. Se encuentra en el museo del Instituto de Geociencias de la Universidad de Heidelberg.

Entre 1996 y 1999 se excavó un asentamiento de la cultura cerámica lineal en las afueras del polígono industrial occidental. Debido a los inusuales resultados, las excavaciones continuaron en 2005 y 2006. 23] El asentamiento existió desde la cerámica lineal temprana (fase Flomborn) hasta la cerámica lineal tardía, es decir, en torno a 5300-5150 a. C..
Al sur del poblado se encontró un gran número de fosas, que estaban tan juntas y se superponían repetidamente que al principio se tuvo la impresión de que había dos zanjas que rodeaban el poblado. Este sistema de zanjas se reconoció más tarde como un movimiento de tierras. Las fosas, que pueden asignarse a la sección más reciente, contenían un gran número de huesos humanos, muchos de ellos rotos, casi siempre desprendidos de su estructura anatómica. El número de al menos 450 cráneos (sin haber concluido aún la excavación del sistema de fosas) demuestra que en Herxheim fueron enterradas muchas más personas de las que pudieron vivir allí durante la última fase de la cerámica lineal.